# 1702 en santé et médecine
| Années de la santé et de la médecine : 1699 - 1700 - 1701 - 1702 - 1703 - 1704 - 1705    |
| Décennies de la santé et de la médecine : 1670 - 1680 - 1690 - 1700 - 1710 - 1720 - 1730 |

Cet article présente les faits marquants de l'année 1702 en santé et médecine.

## Événements
- 1702-1703 : au Québec, une épidémie de variole fait entre deux et trois mille morts, dont trois à quatre cents dans la ville de Québec[1].
- Charles Bernard, barbier chirurgien anglais, est nommé chirurgien de la Maison Royale d'Anne, reine de Grande-Bretagne et d'Irlande[2].

## Publications
- William Cowper : Glandularum quarundam nuper detectarum ductuumque earum excretionum descriptio cum figuris où il décrit les glandes bulbo-urétrales aussi appelées glandes de Cowper[3].
- Daniel Le Clerc : Histoire de la médecine[4].

## Naissances
- 1er juin : François Chicoyneau (mort en 1740), médecin et botaniste français[5].
- 14 septembre : Ercole Lelli (mort en 1766),  anatomiste, sculpteur et peintre italien.

## Décès
- Avril : Clopton Havers (né en 1657), médecin anglais, le premier à observer et décrire les canaux d'Havers.
- 12 décembre : Olof Rudbeck (né en 1630),  naturaliste, linguiste et auteur suédois qui découvre le système lymphatique[6].